# Joëlle Mélin
Joëlle Mélin (Versalles, Francia, 26 de marzo de 1950) es una médica y política de extrema derecha francesa.

## Biografía
Joëlle Mélin se recibió de médico en la Facultad de Ciencias Médicas y Paramédicas de Marsella. Es miembro del Parlamento Europeo desde 2014.
Fue candidata a la alcaldía de Aubagne.